# Don't Play That Song!
Don't Play That Song! é o terceiro álbum de estúdio do cantor norte-americano Ben E. King. O álbum foi lançado pela Atlantic Records como um LP em 1962 e foi o lar de cinco singles notáveis: "Stand by Me", "Ecstasy", "First Taste of Love", "Here Comes the Night", e a faixa-título, "Don't Play That Song (You Lied)".

## Lista de faixas
1. "Don't Play That Song (You Lied)" (Ahmet Ertegün, Betty Nelson) – 2:46
2. "Ecstasy" – 2:32
3. "On the Horizon" – 2:18
4. "Show Me the Way" – 2:18
5. "Here Comes the Night" – 2:24
6. "First Taste of Love" – 2:20
7. "Stand by Me" (Ben E. King, Jerry Leiber, Mike Stoller) – 2:57
8. "Yes" – 3:03
9. "Young Boy Blues" – 2:17
10. "The Hermit of Misty Mountain" – 2:20
11. "I Promise Love" – 2:05
12. "Brace Yourself" – 2:08

Stan Applebaum arranjou o álbum, exceto "Don't Play That Song (You Lied)" que foi organizado por Jimmie Haskell e "The Hermit of Misty Mountain" por Claus Ogerman.

## Posição nas paradas musicais
| Parada (2023)    | Melhor posição |
| ---------------- | -------------- |
| Hungria (MAHASZ) | 31             |